# Idioma twi
El idioma twi o chuí (pronunciado "chuí" [tɕʷi]) es uno de los tres dialectos importantes del idioma acano, hablado en Ghana por alrededor de 14 millones de personas, los otros dos son el twi akuapem y el fante. Pertenece a la familia de las lenguas kwa. 
Dentro de Ghana, el twi es hablado en la Región Ashanti y en partes de las regiones del este, oeste, centro, Volta y Brong Ahafo.

## Fonología
Un hecho interesante de la lengua twi es que presenta armonía vocálica basada en el rasgo ATR.